# Ronco Canavese
Pour les articles homonymes, voir Canavese.
Ronco Canavese (en français Ronc-en-Canavais) est une commune italienne du Val Soana, dans la ville métropolitaine de Turin, qui se trouve dans la région du Piémont.

## Culture
On y parle le dialecte de la vallée, le valsoanin, qui est une variante de l'arpitan.

## Administration
| Période                                  | Période  | Identité        | Étiquette | Qualité |
| ---------------------------------------- | -------- | --------------- | --------- | ------- |
| 30 mai 2006                              | En cours | Danilo Crosasso | civica    |         |
| Les données manquantes sont à compléter. |          |                 |           |         |

### Hameaux
Convento, Pineira, Bosco, Arcando, Forzo.

### Communes limitrophes
Cogne, Valprato Soana, Traversella, Locana, Ingria, Ribourdon, Pont, Sparone.